# Wahlen 1907
◄◄ | ◄ | 1903 | 1904 | 1905 | 1906 | Wahlen 1907 | 1908 | 1909 | 1910 | 1911 | ► | ►►

Weitere Ereignisse
Folgende Wahlen fanden im Jahre 1907 statt:
- am 25. Januar die Reichstagswahl 1907 zum Deutschen Reichstag
- am 15. und 16. März die Parlamentswahl in Finnland 1907
- am 14. und 23. Mai die Reichsratswahl 1907 in Cisleithanien innerhalb Österreich-Ungarns
- Präsidentschaftswahlen in Liberia 1907
- Parlamentswahlen auf den Philippinen 1907
- Wahl zur Kammer der Abgeordneten im Königreich Bayern, 19. Wahlperiode